# La Chapelle-au-Moine
La Chapelle-au-Moine là một xã thuộc tỉnh Orne vùng Normandie tây bắc nước nước Pháp. Xã này nằm ở khu vực có độ cao trung bình 240 mét trên mực nước biển.